# Frank Clarke (Jurist)
George Bernard Frank Clarke (* 10. Oktober 1951 in Walkinstown, Dublin) ist ein ehemaliger irischer Richter und Prozessanwalt. Er war von 2017 bis 2021 Chief Justice of Ireland, Oberster Richter des Supreme Court.

## Leben
Er studierte zunächst Wirtschaftswissenschaften und Mathematik am University College Dublin, wenig später schrieb er sich auch für Rechtswissenschaften ein. Er wurde Anwalt beim King’s Inns. 1973 wurde er als Anwalt zugelassen und 1985 zur Inner Bar berufen. Von 1993 bis 1995 war er Vorsitzender der Rechtsanwaltskammer (Bar Council of Ireland). 
2004 war er zum Richter am High Court ernannt worden. 2012 wurde er zum Richter am Supreme Court berufen. Als Susan Denhams Amtszeit als Chief Justice of Ireland zuneige ging, entschied sich das Kabinett Varadkar I, ihn als Chief Justice of Ireland zu nominieren. Nach der Bestätigung durch den Präsidenten wurde er damit Oberster Richter des Supreme Court. Aufgrund dieser Tätigkeit war er nach der Verfassung von Irland auch Mitglied des Staatsrates (Comhairle Stáit) sowie der Presidential Commission (Coimisiún na hUachtaránachta). 
Problematisiert wurde Clarkes Rolle beim sog. Oireachtas Golf Society Dinner im August 2020. Er hatte damals Korrespondenz mit dem Attorney General of Ireland, Séamus Woulfe, veröffentlicht, der trotz der COVID-19-Restriktionen an einem Abendessen mit anderen Parlamentariern teilgenommen hatte. Ein Untersuchungsbericht der ehemaligen Richterin Susan Denham kam zum Ergebnis, dass Woulfe nicht hätte teilnehmen sollen, dabei aber nicht gegen Gesetze oder andere Vorschriften verstoßen hätte. Clarke jedoch legte Woulfe den Rücktritt nahe, konnte sich aber nicht durchsetzen.
Zum 10. Oktober 2021 trat Clarke mit Erreichen der Altersgrenze in den Ruhestand. Seit diesem Tag arbeitet er wieder als Barrister, darf aber nicht mehr vor den Gerichten auftreten, weil ein gesetzliches Vertretungsverbot vor den Gerichten gleicher und niedriger Instanz in Zeiten seiner Richterschaft besteht. Allein vor den Europäischen Gerichten ist er damit vertretungsberechtigt.

## Persönliches
Clarke ist seit 1977 mit Jacqueline Hayden verheiratet und hat mit ihr zwei Kinder.